# Akwety Mensah
Pour les articles homonymes, voir Mensah.
Akwety Mensah est un footballeur ghanéen né le 15 avril 1983 à Accra. Il évolue actuellement au sein du club irakien de Al-Shorta SC.